# تروفيو ألفريدو بيندا كومون دي سيتيجليو 2022
تروفيو ألفريدو بيندا كومون دي سيتيجليو 2022 (بالإيطالية: Trofeo Alfredo Binda - Comune di Cittiglio 2022)‏ هو سباق دراجات هوائية، وهو الموسم السادس والأربعين من تروفيو ألفريدو بيندا كومون دي سيتيجليو، وأقيم في 20 مارس 2022 ضمن سباقات طواف العالم للدراجات للسيدات 2022، وشارك فيه 138 متسابقاً ووصل إلى نهايته 66 متسابقاً.
فاز بالمركز الأول إليسا بالسامو، وبالمركز الثاني صوفيا بيرتيزولو، وبالمركز الثالث ثريا بالادين.

## الفرق
| فرق سيدات عالمية (12)- Liv AlUla Jayco ‏ - كانيون–إس آر إيه إم ريسينغ 2022 ‏ - EF Education–Tibco–SVB ‏ - FDJ–Suez ‏ - جامبو فيسما للسيدات 2022 ‏ - ليف ريسينغ 2022 ‏ - موفيستار للسيدات 2022 ‏ - فريق رولان كوجياس إديلويس 2022 ‏ - فريق سنويب للسيدات 2022 ‏ - إس دي وركس 2022 ‏ - Lidl–Trek (women's team) ‏ - يو أي أيه تيم 2022 ‏ فرق دراجات قارية سيدات (12)- Aromitalia–Basso Bikes–Vaiano ‏ - بيبينك 2022 ‏ - Born To Win–Zhiraf–G20 ‏ - Ceratizit Pro Cycling ‏ - Cofidis Women Team ‏ - Isolmant–Premac–Vittoria ‏ - مندلسبيك 2022 ‏ - إن إكس تي جي ريسينغ 2022 ‏ - باركهوتل فالكنبورغ 2022 ‏ - Servetto–Makhymo–Beltrami TSA ‏ - توب قيرلز فسى برتولو 2022 ‏ - فالكار ترافل سيرفس 2022 ‏ |  |
| |  |

## المشاركون
| Lidl–Trek (women's team) ‏ TFS | Lidl–Trek (women's team) ‏ TFS | Lidl–Trek (women's team) ‏ TFS |
| ----------------------------- | ----------------------------- | ----------------------------- |
| م                             | عداء                          | مرتبة                         |
| 1                             | إليسا ونغو بورغيني (طريق)     | 12                            |
| 2                             | إليسا بالسامو (طريق)          | 1                             |
| 3                             | Audrey Cordon-Ragot           | لم يكمل السباق                |
| 4                             | ليا توماس                     | لم يكمل السباق                |
| 5                             | شيرين فان أنروي               | 13                            |
| 6                             | Ellen van Dijk (طريق)         | 20                            |

| جامبو فيسما للسيدات ‏ TJV | جامبو فيسما للسيدات ‏ TJV | جامبو فيسما للسيدات ‏ TJV |
| ------------------------ | ------------------------ | ------------------------ |
| م                        | عداء                     | مرتبة                    |
| 11                       | Coryn Labecki            | 6                        |
| 12                       | Aafke Soet ‏              | لم يكمل السباق           |
| 13                       | Karlijn Swinkels ‏        | 38                       |
| 14                       | آنا هندرسون              | 54                       |
| 15                       | Amber Kraak ‏             | 39                       |
| 16                       | Noemi Rüegg ‏             | 52                       |

| إس دي وركس ‏ SDW | إس دي وركس ‏ SDW             | إس دي وركس ‏ SDW |
| --------------- | --------------------------- | --------------- |
| م               | عداء                        | مرتبة           |
| 21              | آشلي مولمان                 | 10              |
| 22              | إيلينا سيتشيني              | 5               |
| 23              | Chantal van den Broek-Blaak | 4               |
| 24              | مارلين رويسر (طريق)         | 21              |
| 25              | Anna Shackley ‏              | 51              |
| 26              | Niamh Fisher-Black ‏         | 14              |

| كانيون–إس آر إيه إم ‏ CSR | كانيون–إس آر إيه إم ‏ CSR | كانيون–إس آر إيه إم ‏ CSR |
| ------------------------ | ------------------------ | ------------------------ |
| م                        | عداء                     | مرتبة                    |
| 31                       | ألينا أمياليوسيك         | 25                       |
| 32                       | Elise Chabbey ‏           | 7                        |
| 33                       | إيلا هاريس               | 36                       |
| 34                       | Mikayla Harvey ‏          | 65                       |
| 35                       | ثريا بالادين             | 3                        |
| 36                       | Pauliena Rooijakkers ‏    | 56                       |

| يو أي أيه تيم ‏ UAD | يو أي أيه تيم ‏ UAD              | يو أي أيه تيم ‏ UAD |
| ------------------ | ------------------------------- | ------------------ |
| م                  | عداء                            | مرتبة              |
| 41                 | صوفيا بيرتيزولو                 | 2                  |
| 42                 | مارغريتا فيكتوريا غارسيا (طريق) | 22                 |
| 43                 | يوجينة بوجاك (طريق)             | 34                 |
| 44                 | إيريكا ماجندي                   | 44                 |
| 45                 | Urša Pintar ‏                    | 48                 |
| 46                 | Alena Ivanchenko ‏               | لم يكمل السباق     |

| فريق سنويب للسيدات ‏ DSM | فريق سنويب للسيدات ‏ DSM | فريق سنويب للسيدات ‏ DSM |
| ----------------------- | ----------------------- | ----------------------- |
| م                       | عداء                    | مرتبة                   |
| 51                      | Francesca Barale ‏       | لم يكمل السباق          |
| 52                      | Léa Curinier ‏           | لم يكمل السباق          |
| 53                      | ليا كيرشمان             | لم يكمل السباق          |
| 54                      | جولييت لابوس            | 11                      |
| 55                      | ليان ليبرت              | 19                      |
| 56                      | فلورتجي ماكايج          | 16                      |

| FDJ–Suez ‏ FSF | FDJ–Suez ‏ FSF       | FDJ–Suez ‏ FSF  |
| ------------- | ------------------- | -------------- |
| م             | عداء                | مرتبة          |
| 61            | مارتا كافالي        | 23             |
| 62            | برودي شابمان        | 49             |
| 63            | إميليا فهلين        | لم يكمل السباق |
| 64            | Victorie Guilman ‏   | 35             |
| 65            | Marie Le Net ‏       | 26             |
| 66            | سيسيلي أوتوب لودفيغ | 9              |

| ليف ريسينغ ‏ LIV | ليف ريسينغ ‏ LIV   | ليف ريسينغ ‏ LIV |
| --------------- | ----------------- | --------------- |
| م               | عداء              | مرتبة           |
| 71              | Jeanne Korevaar ‏  | 43              |
| 72              | Katia Ragusa ‏     | لم يكمل السباق  |
| 73              | Ayesha McGowan ‏   | لم يكمل السباق  |
| 74              | Marta Jaskulska ‏  | 57              |
| 75              | Silke Smulders ‏   | 33              |
| 76              | Rachele Barbieri ‏ | لم يكمل السباق  |

| Liv AlUla Jayco ‏ BEX | Liv AlUla Jayco ‏ BEX | Liv AlUla Jayco ‏ BEX |
| -------------------- | -------------------- | -------------------- |
| م                    | عداء                 | مرتبة                |
| 81                   | أني سانستيبان        | 17                   |
| 82                   | Urška Žigart ‏        | 50                   |
| 83                   | Arianna Fidanza ‏     | 28                   |
| 84                   | أماندا سبرات         | 53                   |
| 85                   | Teniel Campbell ‏     | لم يكمل السباق       |
| 86                   | Chelsie Tan‏          | لم يكمل السباق       |

| موفيستار للسيدات ‏ MOV | موفيستار للسيدات ‏ MOV | موفيستار للسيدات ‏ MOV |
| --------------------- | --------------------- | --------------------- |
| م                     | عداء                  | مرتبة                 |
| 91                    | Katrine Aalerud ‏      | 15                    |
| 92                    | Sarah Gigante ‏        | 55                    |
| 93                    | سارا مارتين           | لم يكمل السباق        |
| 94                    | Lourdes Oyarbide ‏     | لم يكمل السباق        |
| 95                    | Paula Patiño ‏         | 37                    |
| 96                    | أرلينيس سيرا          | لم يكمل السباق        |

| EF Education–Tibco–SVB ‏ TIB | EF Education–Tibco–SVB ‏ TIB | EF Education–Tibco–SVB ‏ TIB |
| --------------------------- | --------------------------- | --------------------------- |
| م                           | عداء                        | مرتبة                       |
| 101                         | Letizia Borghesi ‏           | 30                          |
| 102                         | كريستابل دوبيل هيكوك        | 40                          |
| 103                         | Kathrin Hammes ‏             | لم يكمل السباق              |
| 104                         | Sara Poidevin ‏              | 45                          |
| 105                         | Magdeleine Vallieres ‏       | 41                          |
| 106                         | لورين ستيفنز (طريق)         | لم يكمل السباق              |

| فريق كوجياس ميتلر لوك برو للدراجات ‏ CGS | فريق كوجياس ميتلر لوك برو للدراجات ‏ CGS | فريق كوجياس ميتلر لوك برو للدراجات ‏ CGS |
| --------------------------------------- | --------------------------------------- | --------------------------------------- |
| م                                       | عداء                                    | مرتبة                                   |
| 111                                     | Ines Cantera‏                            | لم يكمل السباق                          |
| 112                                     | تمارا بالابولينا ‏                       | 32                                      |
| 113                                     | Léa Stern‏                               | لم يكمل السباق                          |
| 114                                     | غولناز خاتونتسيفا                       | لم يكمل السباق                          |
| 115                                     | أولغا زابيلينسكايا                      | 61                                      |
| 116                                     | Petra Stiasny ‏                          | لم يكمل السباق                          |

| فالكار سيلانس ‏ VAL | فالكار سيلانس ‏ VAL     | فالكار سيلانس ‏ VAL |
| ------------------ | ---------------------- | ------------------ |
| م                  | عداء                   | مرتبة              |
| 121                | Olivia Baril ‏          | 66                 |
| 122                | Federica Piergiovanni ‏ | لم يكمل السباق     |
| 123                | Alice Maria Arzuffi ‏   | 42                 |
| 124                | Eleonora Gasparrini ‏   | 29                 |
| 125                | إيلينا بيروني          | لم يكمل السباق     |
| 126                | Silvia Persico ‏        | 8                  |

| باركهوتل فالكنبورغ ‏ PHV | باركهوتل فالكنبورغ ‏ PHV | باركهوتل فالكنبورغ ‏ PHV |
| ----------------------- | ----------------------- | ----------------------- |
| م                       | عداء                    | مرتبة                   |
| 131                     | Rosalie Van der Wolf‏    | لم يكمل السباق          |
| 132                     | NED                     | لم يكمل السباق          |
| 133                     | Femke Gerritse ‏         | لم يكمل السباق          |
| 134                     | Pien Limpens ‏           | لم يكمل السباق          |
| 136                     | Quinty Schoens ‏         | لم يكمل السباق          |

| Ceratizit Pro Cycling ‏ WNT | Ceratizit Pro Cycling ‏ WNT | Ceratizit Pro Cycling ‏ WNT |
| -------------------------- | -------------------------- | -------------------------- |
| م                          | عداء                       | مرتبة                      |
| 141                        | Camilla Alessio ‏           | لم يكمل السباق             |
| 142                        | Laura Asencio ‏             | لم يكمل السباق             |
| 144                        | Marta Lach ‏                | 27                         |
| 146                        | Lara Vieceli ‏              | لم يكمل السباق             |

| Cofidis Women Team ‏ COF | Cofidis Women Team ‏ COF | Cofidis Women Team ‏ COF |
| ----------------------- | ----------------------- | ----------------------- |
| م                       | عداء                    | مرتبة                   |
| 152                     | Cédrine Kerbaol ‏        | 58                      |
| 153                     | كلارا كوبينبرج          | 46                      |
| 154                     | Sandra Levenez ‏         | 47                      |
| 155                     | Rachel Neylan ‏          | 18                      |
| 156                     | Olivia Onesti ‏          | 60                      |

| إن إكس تي جي ريسينغ ‏ AGI | إن إكس تي جي ريسينغ ‏ AGI | إن إكس تي جي ريسينغ ‏ AGI |
| ------------------------ | ------------------------ | ------------------------ |
| م                        | عداء                     | مرتبة                    |
| 161                      | Amber Aernouts‏           | لم يكمل السباق           |
| 162                      | Maureen Arens ‏           | لم يكمل السباق           |
| 163                      | Cassia Boglio‏            | لم يكمل السباق           |
| 164                      | Julia Borgström ‏         | 31                       |
| 165                      | Gaia Masetti ‏            | لم يكمل السباق           |

| Aromitalia–Basso Bikes–Vaiano ‏ VAI | Aromitalia–Basso Bikes–Vaiano ‏ VAI | Aromitalia–Basso Bikes–Vaiano ‏ VAI |
| ---------------------------------- | ---------------------------------- | ---------------------------------- |
| م                                  | عداء                               | مرتبة                              |
| 171                                | راسا ليليفيتو                      | 64                                 |
| 172                                | Francesca Baroni ‏                  | لم يكمل السباق                     |
| 173                                | Inga Češulienė ‏ (طريق)             | 63                                 |
| 174                                | Sofia Collinelli ‏                  | لم يكمل السباق                     |
| 175                                | Francesca Balducci ‏                | 59                                 |
| 176                                | Lara Scarselli‏                     | لم يكمل السباق                     |

| بيبينك ‏ BPK | بيبينك ‏ BPK       | بيبينك ‏ BPK    |
| ----------- | ----------------- | -------------- |
| م           | عداء              | مرتبة          |
| 181         | Silvia Zanardi ‏   | لم يكمل السباق |
| 182         | Nadia Quagliotto ‏ | لم يكمل السباق |
| 183         | Markéta Hájková ‏  | لم يكمل السباق |
| 184         | Letizia Brufani‏   | لم يكمل السباق |
| 185         | Matilde Vitillo ‏  | لم يكمل السباق |
| 186         | ميشيلا دراموند    | لم يكمل السباق |

| Born To Win–Zhiraf–G20 ‏ BTW | Born To Win–Zhiraf–G20 ‏ BTW | Born To Win–Zhiraf–G20 ‏ BTW |
| --------------------------- | --------------------------- | --------------------------- |
| م                           | عداء                        | مرتبة                       |
| 191                         | Anna Chili‏                  | لم يكمل السباق              |
| 192                         | Giulia Luciani‏              | لم يكمل السباق              |
| 193                         | Silvia Magri ‏               | لم يكمل السباق              |
| 194                         | Sara Casasola ‏              | 62                          |
| 195                         | Sofia Clerici‏               | لم يكمل السباق              |
| 196                         | Tatiana Chili‏               | لم يكمل السباق              |

| Isolmant–Premac–Vittoria ‏ SBT | Isolmant–Premac–Vittoria ‏ SBT | Isolmant–Premac–Vittoria ‏ SBT |
| ----------------------------- | ----------------------------- | ----------------------------- |
| م                             | عداء                          | مرتبة                         |
| 201                           | Emanuela Zanetti‏              | لم يكمل السباق                |
| 202                           | Alice Gasparini ‏              | لم يكمل السباق                |
| 203                           | Ainara Albert‏                 | لم يكمل السباق                |
| 205                           | Alice Capasso‏                 | لم يكمل السباق                |
| 206                           | Asia Zontone ‏                 | لم يكمل السباق                |

| Servetto–Makhymo–Beltrami TSA ‏ SER | Servetto–Makhymo–Beltrami TSA ‏ SER | Servetto–Makhymo–Beltrami TSA ‏ SER |
| ---------------------------------- | ---------------------------------- | ---------------------------------- |
| م                                  | عداء                               | مرتبة                              |
| 211                                | Silvia Bortolotti‏                  | لم يكمل السباق                     |
| 212                                | Anna Potokina ‏                     | لم يكمل السباق                     |
| 213                                | Isotta Barbieri‏                    | لم يكمل السباق                     |
| 214                                | Sofia Barbieri‏                     | لم يكمل السباق                     |
| 215                                | Maryna Ivaniuk ‏                    | لم يكمل السباق                     |
| 216                                | Viktoriia Melnychuk‏                | لم يكمل السباق                     |

| توب قيرلز فسى برتولو ‏ TOP | توب قيرلز فسى برتولو ‏ TOP | توب قيرلز فسى برتولو ‏ TOP |
| ------------------------- | ------------------------- | ------------------------- |
| م                         | عداء                      | مرتبة                     |
| 221                       | Vanessa Michieletto ‏      | لم يكمل السباق            |
| 222                       | Iris Monticolo ‏           | لم يكمل السباق            |
| 223                       | Greta Marturano ‏          | 24                        |
| 224                       | Cristina Tonetti ‏         | لم يكمل السباق            |
| 225                       | Alessia Vigilia ‏          | لم يكمل السباق            |
| 226                       | Giorgia Vettorello ‏       | لم يكمل السباق            |

| Team Mendelspeck ‏ MDS | Team Mendelspeck ‏ MDS | Team Mendelspeck ‏ MDS |
| --------------------- | --------------------- | --------------------- |
| م                     | عداء                  | مرتبة                 |
| 231                   | Eva Maria Gatscher‏    | لم يكمل السباق        |
| 232                   | Vania Canvelli ‏       | لم يكمل السباق        |
| 233                   | Elisa Lugli‏           | لم يكمل السباق        |
| 234                   | Angela Oro‏            | لم يكمل السباق        |
| 235                   | Francesca Pisciali ‏   | لم يكمل السباق        |
| 236                   | Alessia Missiaggia‏    | لم يكمل السباق        |

| Lidl–Trek (women's team) ‏ TFS | Lidl–Trek (women's team) ‏ TFS | Lidl–Trek (women's team) ‏ TFS |
| ----------------------------- | ----------------------------- | ----------------------------- |
| م                             | عداء                          | مرتبة                         |
| 1                             | إليسا ونغو بورغيني (طريق)     | 12                            |
| 2                             | إليسا بالسامو (طريق)          | 1                             |
| 3                             | Audrey Cordon-Ragot           | لم يكمل السباق                |
| 4                             | ليا توماس                     | لم يكمل السباق                |
| 5                             | شيرين فان أنروي               | 13                            |
| 6                             | Ellen van Dijk (طريق)         | 20                            |

| جامبو فيسما للسيدات ‏ TJV | جامبو فيسما للسيدات ‏ TJV | جامبو فيسما للسيدات ‏ TJV |
| ------------------------ | ------------------------ | ------------------------ |
| م                        | عداء                     | مرتبة                    |
| 11                       | Coryn Labecki            | 6                        |
| 12                       | Aafke Soet ‏              | لم يكمل السباق           |
| 13                       | Karlijn Swinkels ‏        | 38                       |
| 14                       | آنا هندرسون              | 54                       |
| 15                       | Amber Kraak ‏             | 39                       |
| 16                       | Noemi Rüegg ‏             | 52                       |

| إس دي وركس ‏ SDW | إس دي وركس ‏ SDW             | إس دي وركس ‏ SDW |
| --------------- | --------------------------- | --------------- |
| م               | عداء                        | مرتبة           |
| 21              | آشلي مولمان                 | 10              |
| 22              | إيلينا سيتشيني              | 5               |
| 23              | Chantal van den Broek-Blaak | 4               |
| 24              | مارلين رويسر (طريق)         | 21              |
| 25              | Anna Shackley ‏              | 51              |
| 26              | Niamh Fisher-Black ‏         | 14              |

| كانيون–إس آر إيه إم ‏ CSR | كانيون–إس آر إيه إم ‏ CSR | كانيون–إس آر إيه إم ‏ CSR |
| ------------------------ | ------------------------ | ------------------------ |
| م                        | عداء                     | مرتبة                    |
| 31                       | ألينا أمياليوسيك         | 25                       |
| 32                       | Elise Chabbey ‏           | 7                        |
| 33                       | إيلا هاريس               | 36                       |
| 34                       | Mikayla Harvey ‏          | 65                       |
| 35                       | ثريا بالادين             | 3                        |
| 36                       | Pauliena Rooijakkers ‏    | 56                       |

| يو أي أيه تيم ‏ UAD | يو أي أيه تيم ‏ UAD              | يو أي أيه تيم ‏ UAD |
| ------------------ | ------------------------------- | ------------------ |
| م                  | عداء                            | مرتبة              |
| 41                 | صوفيا بيرتيزولو                 | 2                  |
| 42                 | مارغريتا فيكتوريا غارسيا (طريق) | 22                 |
| 43                 | يوجينة بوجاك (طريق)             | 34                 |
| 44                 | إيريكا ماجندي                   | 44                 |
| 45                 | Urša Pintar ‏                    | 48                 |
| 46                 | Alena Ivanchenko ‏               | لم يكمل السباق     |

| فريق سنويب للسيدات ‏ DSM | فريق سنويب للسيدات ‏ DSM | فريق سنويب للسيدات ‏ DSM |
| ----------------------- | ----------------------- | ----------------------- |
| م                       | عداء                    | مرتبة                   |
| 51                      | Francesca Barale ‏       | لم يكمل السباق          |
| 52                      | Léa Curinier ‏           | لم يكمل السباق          |
| 53                      | ليا كيرشمان             | لم يكمل السباق          |
| 54                      | جولييت لابوس            | 11                      |
| 55                      | ليان ليبرت              | 19                      |
| 56                      | فلورتجي ماكايج          | 16                      |

| FDJ–Suez ‏ FSF | FDJ–Suez ‏ FSF       | FDJ–Suez ‏ FSF  |
| ------------- | ------------------- | -------------- |
| م             | عداء                | مرتبة          |
| 61            | مارتا كافالي        | 23             |
| 62            | برودي شابمان        | 49             |
| 63            | إميليا فهلين        | لم يكمل السباق |
| 64            | Victorie Guilman ‏   | 35             |
| 65            | Marie Le Net ‏       | 26             |
| 66            | سيسيلي أوتوب لودفيغ | 9              |

| ليف ريسينغ ‏ LIV | ليف ريسينغ ‏ LIV   | ليف ريسينغ ‏ LIV |
| --------------- | ----------------- | --------------- |
| م               | عداء              | مرتبة           |
| 71              | Jeanne Korevaar ‏  | 43              |
| 72              | Katia Ragusa ‏     | لم يكمل السباق  |
| 73              | Ayesha McGowan ‏   | لم يكمل السباق  |
| 74              | Marta Jaskulska ‏  | 57              |
| 75              | Silke Smulders ‏   | 33              |
| 76              | Rachele Barbieri ‏ | لم يكمل السباق  |

| Liv AlUla Jayco ‏ BEX | Liv AlUla Jayco ‏ BEX | Liv AlUla Jayco ‏ BEX |
| -------------------- | -------------------- | -------------------- |
| م                    | عداء                 | مرتبة                |
| 81                   | أني سانستيبان        | 17                   |
| 82                   | Urška Žigart ‏        | 50                   |
| 83                   | Arianna Fidanza ‏     | 28                   |
| 84                   | أماندا سبرات         | 53                   |
| 85                   | Teniel Campbell ‏     | لم يكمل السباق       |
| 86                   | Chelsie Tan‏          | لم يكمل السباق       |

| موفيستار للسيدات ‏ MOV | موفيستار للسيدات ‏ MOV | موفيستار للسيدات ‏ MOV |
| --------------------- | --------------------- | --------------------- |
| م                     | عداء                  | مرتبة                 |
| 91                    | Katrine Aalerud ‏      | 15                    |
| 92                    | Sarah Gigante ‏        | 55                    |
| 93                    | سارا مارتين           | لم يكمل السباق        |
| 94                    | Lourdes Oyarbide ‏     | لم يكمل السباق        |
| 95                    | Paula Patiño ‏         | 37                    |
| 96                    | أرلينيس سيرا          | لم يكمل السباق        |

| EF Education–Tibco–SVB ‏ TIB | EF Education–Tibco–SVB ‏ TIB | EF Education–Tibco–SVB ‏ TIB |
| --------------------------- | --------------------------- | --------------------------- |
| م                           | عداء                        | مرتبة                       |
| 101                         | Letizia Borghesi ‏           | 30                          |
| 102                         | كريستابل دوبيل هيكوك        | 40                          |
| 103                         | Kathrin Hammes ‏             | لم يكمل السباق              |
| 104                         | Sara Poidevin ‏              | 45                          |
| 105                         | Magdeleine Vallieres ‏       | 41                          |
| 106                         | لورين ستيفنز (طريق)         | لم يكمل السباق              |

| فريق كوجياس ميتلر لوك برو للدراجات ‏ CGS | فريق كوجياس ميتلر لوك برو للدراجات ‏ CGS | فريق كوجياس ميتلر لوك برو للدراجات ‏ CGS |
| --------------------------------------- | --------------------------------------- | --------------------------------------- |
| م                                       | عداء                                    | مرتبة                                   |
| 111                                     | Ines Cantera‏                            | لم يكمل السباق                          |
| 112                                     | تمارا بالابولينا ‏                       | 32                                      |
| 113                                     | Léa Stern‏                               | لم يكمل السباق                          |
| 114                                     | غولناز خاتونتسيفا                       | لم يكمل السباق                          |
| 115                                     | أولغا زابيلينسكايا                      | 61                                      |
| 116                                     | Petra Stiasny ‏                          | لم يكمل السباق                          |

| فالكار سيلانس ‏ VAL | فالكار سيلانس ‏ VAL     | فالكار سيلانس ‏ VAL |
| ------------------ | ---------------------- | ------------------ |
| م                  | عداء                   | مرتبة              |
| 121                | Olivia Baril ‏          | 66                 |
| 122                | Federica Piergiovanni ‏ | لم يكمل السباق     |
| 123                | Alice Maria Arzuffi ‏   | 42                 |
| 124                | Eleonora Gasparrini ‏   | 29                 |
| 125                | إيلينا بيروني          | لم يكمل السباق     |
| 126                | Silvia Persico ‏        | 8                  |

| باركهوتل فالكنبورغ ‏ PHV | باركهوتل فالكنبورغ ‏ PHV | باركهوتل فالكنبورغ ‏ PHV |
| ----------------------- | ----------------------- | ----------------------- |
| م                       | عداء                    | مرتبة                   |
| 131                     | Rosalie Van der Wolf‏    | لم يكمل السباق          |
| 132                     | NED                     | لم يكمل السباق          |
| 133                     | Femke Gerritse ‏         | لم يكمل السباق          |
| 134                     | Pien Limpens ‏           | لم يكمل السباق          |
| 136                     | Quinty Schoens ‏         | لم يكمل السباق          |

| Ceratizit Pro Cycling ‏ WNT | Ceratizit Pro Cycling ‏ WNT | Ceratizit Pro Cycling ‏ WNT |
| -------------------------- | -------------------------- | -------------------------- |
| م                          | عداء                       | مرتبة                      |
| 141                        | Camilla Alessio ‏           | لم يكمل السباق             |
| 142                        | Laura Asencio ‏             | لم يكمل السباق             |
| 144                        | Marta Lach ‏                | 27                         |
| 146                        | Lara Vieceli ‏              | لم يكمل السباق             |

| Cofidis Women Team ‏ COF | Cofidis Women Team ‏ COF | Cofidis Women Team ‏ COF |
| ----------------------- | ----------------------- | ----------------------- |
| م                       | عداء                    | مرتبة                   |
| 152                     | Cédrine Kerbaol ‏        | 58                      |
| 153                     | كلارا كوبينبرج          | 46                      |
| 154                     | Sandra Levenez ‏         | 47                      |
| 155                     | Rachel Neylan ‏          | 18                      |
| 156                     | Olivia Onesti ‏          | 60                      |

| إن إكس تي جي ريسينغ ‏ AGI | إن إكس تي جي ريسينغ ‏ AGI | إن إكس تي جي ريسينغ ‏ AGI |
| ------------------------ | ------------------------ | ------------------------ |
| م                        | عداء                     | مرتبة                    |
| 161                      | Amber Aernouts‏           | لم يكمل السباق           |
| 162                      | Maureen Arens ‏           | لم يكمل السباق           |
| 163                      | Cassia Boglio‏            | لم يكمل السباق           |
| 164                      | Julia Borgström ‏         | 31                       |
| 165                      | Gaia Masetti ‏            | لم يكمل السباق           |

| Aromitalia–Basso Bikes–Vaiano ‏ VAI | Aromitalia–Basso Bikes–Vaiano ‏ VAI | Aromitalia–Basso Bikes–Vaiano ‏ VAI |
| ---------------------------------- | ---------------------------------- | ---------------------------------- |
| م                                  | عداء                               | مرتبة                              |
| 171                                | راسا ليليفيتو                      | 64                                 |
| 172                                | Francesca Baroni ‏                  | لم يكمل السباق                     |
| 173                                | Inga Češulienė ‏ (طريق)             | 63                                 |
| 174                                | Sofia Collinelli ‏                  | لم يكمل السباق                     |
| 175                                | Francesca Balducci ‏                | 59                                 |
| 176                                | Lara Scarselli‏                     | لم يكمل السباق                     |

| بيبينك ‏ BPK | بيبينك ‏ BPK       | بيبينك ‏ BPK    |
| ----------- | ----------------- | -------------- |
| م           | عداء              | مرتبة          |
| 181         | Silvia Zanardi ‏   | لم يكمل السباق |
| 182         | Nadia Quagliotto ‏ | لم يكمل السباق |
| 183         | Markéta Hájková ‏  | لم يكمل السباق |
| 184         | Letizia Brufani‏   | لم يكمل السباق |
| 185         | Matilde Vitillo ‏  | لم يكمل السباق |
| 186         | ميشيلا دراموند    | لم يكمل السباق |

| Born To Win–Zhiraf–G20 ‏ BTW | Born To Win–Zhiraf–G20 ‏ BTW | Born To Win–Zhiraf–G20 ‏ BTW |
| --------------------------- | --------------------------- | --------------------------- |
| م                           | عداء                        | مرتبة                       |
| 191                         | Anna Chili‏                  | لم يكمل السباق              |
| 192                         | Giulia Luciani‏              | لم يكمل السباق              |
| 193                         | Silvia Magri ‏               | لم يكمل السباق              |
| 194                         | Sara Casasola ‏              | 62                          |
| 195                         | Sofia Clerici‏               | لم يكمل السباق              |
| 196                         | Tatiana Chili‏               | لم يكمل السباق              |

| Isolmant–Premac–Vittoria ‏ SBT | Isolmant–Premac–Vittoria ‏ SBT | Isolmant–Premac–Vittoria ‏ SBT |
| ----------------------------- | ----------------------------- | ----------------------------- |
| م                             | عداء                          | مرتبة                         |
| 201                           | Emanuela Zanetti‏              | لم يكمل السباق                |
| 202                           | Alice Gasparini ‏              | لم يكمل السباق                |
| 203                           | Ainara Albert‏                 | لم يكمل السباق                |
| 205                           | Alice Capasso‏                 | لم يكمل السباق                |
| 206                           | Asia Zontone ‏                 | لم يكمل السباق                |

| Servetto–Makhymo–Beltrami TSA ‏ SER | Servetto–Makhymo–Beltrami TSA ‏ SER | Servetto–Makhymo–Beltrami TSA ‏ SER |
| ---------------------------------- | ---------------------------------- | ---------------------------------- |
| م                                  | عداء                               | مرتبة                              |
| 211                                | Silvia Bortolotti‏                  | لم يكمل السباق                     |
| 212                                | Anna Potokina ‏                     | لم يكمل السباق                     |
| 213                                | Isotta Barbieri‏                    | لم يكمل السباق                     |
| 214                                | Sofia Barbieri‏                     | لم يكمل السباق                     |
| 215                                | Maryna Ivaniuk ‏                    | لم يكمل السباق                     |
| 216                                | Viktoriia Melnychuk‏                | لم يكمل السباق                     |

| توب قيرلز فسى برتولو ‏ TOP | توب قيرلز فسى برتولو ‏ TOP | توب قيرلز فسى برتولو ‏ TOP |
| ------------------------- | ------------------------- | ------------------------- |
| م                         | عداء                      | مرتبة                     |
| 221                       | Vanessa Michieletto ‏      | لم يكمل السباق            |
| 222                       | Iris Monticolo ‏           | لم يكمل السباق            |
| 223                       | Greta Marturano ‏          | 24                        |
| 224                       | Cristina Tonetti ‏         | لم يكمل السباق            |
| 225                       | Alessia Vigilia ‏          | لم يكمل السباق            |
| 226                       | Giorgia Vettorello ‏       | لم يكمل السباق            |

| Team Mendelspeck ‏ MDS | Team Mendelspeck ‏ MDS | Team Mendelspeck ‏ MDS |
| --------------------- | --------------------- | --------------------- |
| م                     | عداء                  | مرتبة                 |
| 231                   | Eva Maria Gatscher‏    | لم يكمل السباق        |
| 232                   | Vania Canvelli ‏       | لم يكمل السباق        |
| 233                   | Elisa Lugli‏           | لم يكمل السباق        |
| 234                   | Angela Oro‏            | لم يكمل السباق        |
| 235                   | Francesca Pisciali ‏   | لم يكمل السباق        |
| 236                   | Alessia Missiaggia‏    | لم يكمل السباق        |

## التصنيف العام النهائي
| التصنيف العام         | التصنيف العام               | التصنيف العام    | التصنيف العام             | التصنيف العام |
| العداء                | العداء                      | البلد            | الفريق                    | الوقت         |
| --------------------- | --------------------------- | ---------------- | ------------------------- | ------------- |
| 1                     | إليسا بالسامو               | إيطاليا          | Lidl–Trek (women's team) ‏ | 3 س 36 د 29 ث |
| 2                     | صوفيا بيرتيزولو             | إيطاليا          | يو أي أيه تيم ‏            | + 0 ث         |
| 3                     | ثريا بالادين                | إيطاليا          | كانيون–إس آر إيه إم ‏      | + 0 ث         |
| 4                     | Chantal van den Broek-Blaak | هولندا           | إس دي وركس ‏               | + 0 ث         |
| 5                     | إيلينا سيتشيني              | إيطاليا          | إس دي وركس ‏               | + 0 ث         |
| 6                     | Coryn Labecki               | الولايات المتحدة | جامبو فيسما للسيدات ‏      | + 0 ث         |
| 7                     | Elise Chabbey ‏              | سويسرا           | كانيون–إس آر إيه إم ‏      | + 0 ث         |
| 8                     | Silvia Persico ‏             | إيطاليا          | فالكار سيلانس ‏            | + 0 ث         |
| 9                     | سيسيلي أوتوب لودفيغ         | الدنمارك         | FDJ–Suez ‏                 | + 0 ث         |
| 10                    | آشلي مولمان                 | جنوب أفريقيا     | إس دي وركس ‏               | + 0 ث         |
| مصدر: ProCyclingStats |                             |                  |                           |               |

### تصنيف النقاط
| تصنيف النقاط          | تصنيف النقاط                | تصنيف النقاط | تصنيف النقاط              | تصنيف النقاط |
| العداء                | العداء                      | البلد        | الفريق                    | النقاط       |
| --------------------- | --------------------------- | ------------ | ------------------------- | ------------ |
| 1                     | إليسا بالسامو               | إيطاليا      | Lidl–Trek (women's team) ‏ | 720 نقطة     |
| 2                     | لوت كوبيكي                  | بلجيكا       | إس دي وركس ‏               | 660 نقطة     |
| 3                     | لورينا ويبيس                | هولندا       | فريق سنويب للسيدات ‏       | 400 نقطة     |
| 4                     | صوفيا بيرتيزولو             | إيطاليا      | يو أي أيه تيم ‏            | 336 نقطة     |
| 5                     | آشلي مولمان                 | جنوب أفريقيا | إس دي وركس ‏               | 328 نقطة     |
| 6                     | أنيميك فان فليوتن           | هولندا       | موفيستار للسيدات ‏         | 320 نقطة     |
| 7                     | ثريا بالادين                | إيطاليا      | كانيون–إس آر إيه إم ‏      | 284 نقطة     |
| 8                     | Elise Chabbey ‏              | سويسرا       | كانيون–إس آر إيه إم ‏      | 276 نقطة     |
| 9                     | سيسيلي أوتوب لودفيغ         | الدنمارك     | FDJ–Suez ‏                 | 260 نقطة     |
| 10                    | Chantal van den Broek-Blaak | هولندا       | إس دي وركس ‏               | 244 نقطة     |
| مصدر: ProCyclingStats |                             |              |                           |              |

## تصنيف الفرق

### الفرق حسب النقاط
| ترتيب الفرق حسب النقاط | ترتيب الفرق حسب النقاط              | ترتيب الفرق حسب النقاط   | ترتيب الفرق حسب النقاط |
| الفريق                 | الفريق                              | البلد                    | النقاط                 |
| ---------------------- | ----------------------------------- | ------------------------ | ---------------------- |
| 1                      | إس دي وركس 2022 ‏                    | هولندا                   | 1596 نقطة              |
| 2                      | Trek-Segafredo ‏                     | الولايات المتحدة         | 1108 نقطة              |
| 3                      | كانيون–إس آر إيه إم ريسينغ 2022 ‏    | ألمانيا                  | 1036 نقطة              |
| 4                      | Team DSM                            | هولندا                   | 628 نقطة               |
| 5                      | FDJ-Nouvelle Aquitaine-Futuroscope ‏ | فرنسا                    | 608 نقطة               |
| 6                      | يو أي أيه تيم 2022 ‏                 | الإمارات العربية المتحدة | 596 نقطة               |
| 7                      | جامبو فيسما للسيدات 2022 ‏           | هولندا                   | 476 نقطة               |
| 8                      | موفيستار للسيدات 2022 ‏              | إسبانيا                  | 364 نقطة               |
| 9                      | فالكار ترافل سيرفس 2022 ‏            | إيطاليا                  | 360 نقطة               |
| 10                     | Team BikeExchange ‏                  | أستراليا                 | 204 نقطة               |
| مصدر: ProCyclingStats  |                                     |                          |                        |

## تصانيف فرعية

### تصنيف أفضل شاب
| تصنيف أفضل شاب        | تصنيف أفضل شاب      | تصنيف أفضل شاب  | تصنيف أفضل شاب            | تصنيف أفضل شاب |
| العداء                | العداء              | البلد           | الفريق                    | الوقت          |
| --------------------- | ------------------- | --------------- | ------------------------- | -------------- |
| 1                     | شيرين فان أنروي     | هولندا          | Lidl–Trek (women's team) ‏ |                |
| 2                     | فايفر جورجي         | المملكة المتحدة | فريق سنويب للسيدات ‏       |                |
| 3                     | Niamh Fisher-Black ‏ | نيوزيلندا       | إس دي وركس ‏               |                |
| 4                     | Femke Gerritse ‏     | هولندا          | باركهوتل فالكنبورغ ‏       |                |
| 5                     | Julia Borgström ‏    | السويد          | إن إكس تي جي ريسينغ ‏      |                |
| 6                     | Marie Le Net ‏       | فرنسا           | FDJ–Suez ‏                 |                |
| مصدر: ProCyclingStats |                     |                 |                           |                |

## وصلات خارجية
- الموقع الرسمي
- لمحة عن سباق تروفيو ألفريدو بيندا كومون دي سيتيجليو 2022 على موقع  ProCyclingStats   (برو  سايكلنج  ستاتس) - إحصاءات  محترفي  الدراجات.
- تروفيو ألفريدو بيندا كومون دي سيتيجليو 2022 على موقع إحصائيات الدراجات الإحترافية (الإنجليزية)